# Eilema rubrescens
Eilema rubrescens là một loài bướm đêm thuộc phân họ Arctiinae, họ Erebidae.

## Hình ảnh

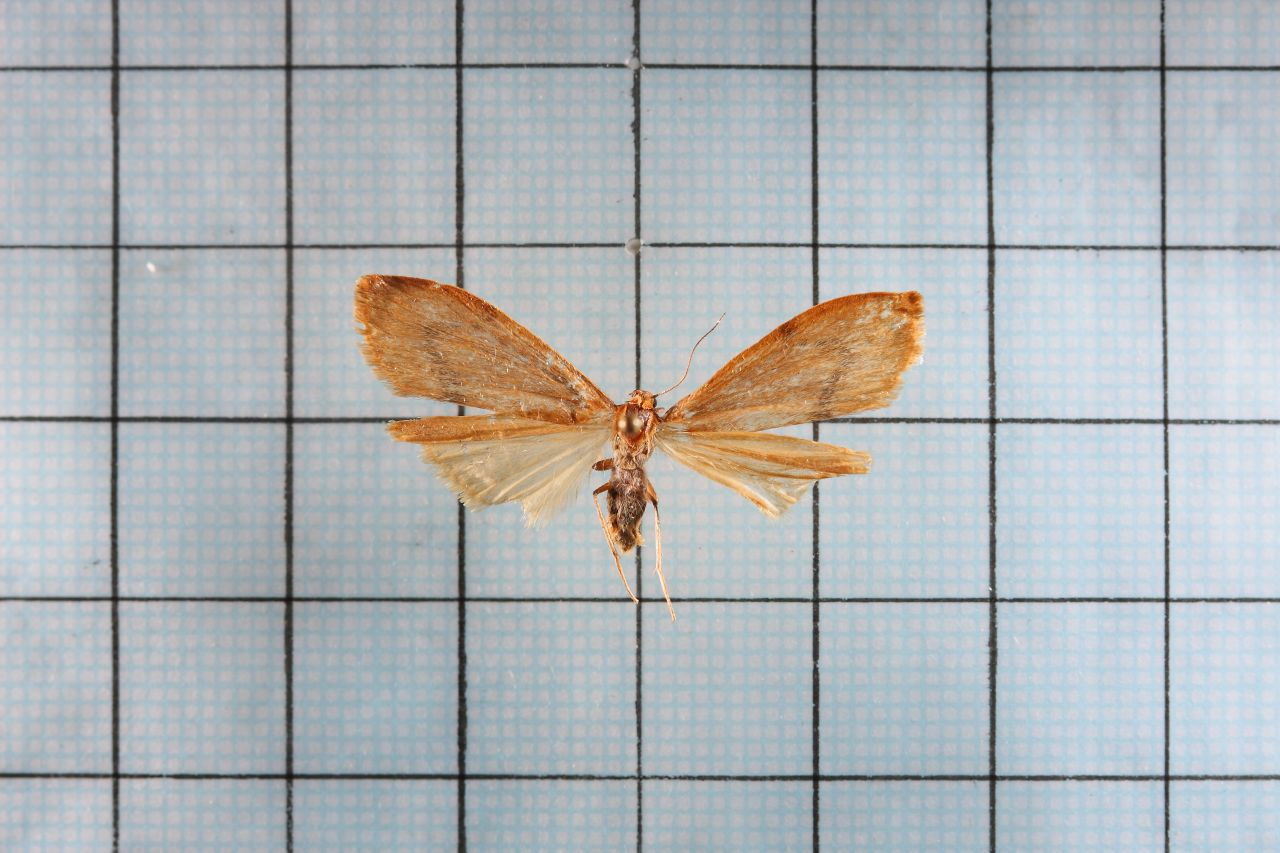
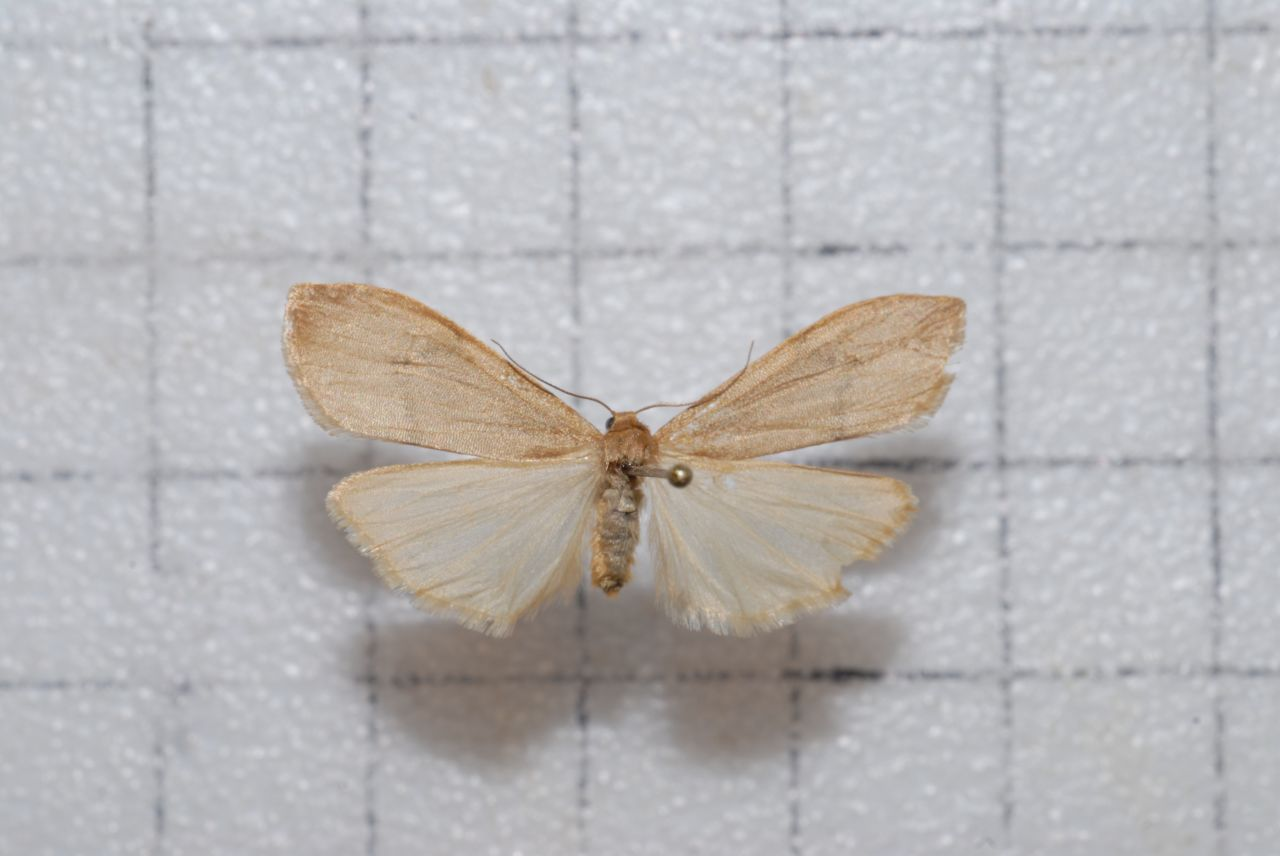
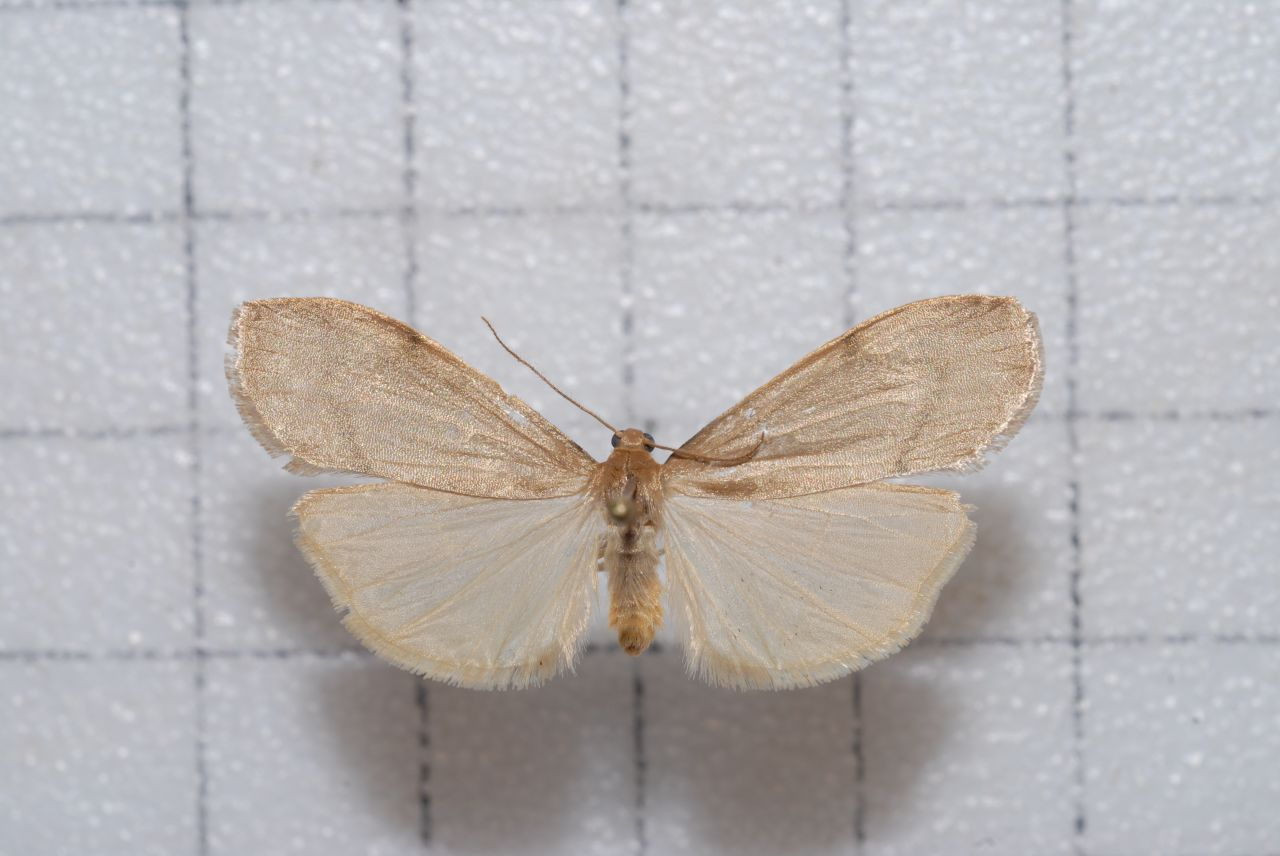